# Realisme platònic
El realisme platònic és un terme filosòfic emprat, normalment, per a referir-se a la idea de realisme sobre l'existència d'universals, creada pel filòsof grec Plató, que va viure entre 427-347 aC. Fou alumne de Sòcrates i professor d'Aristòtil. Aquesta postura, moltes vegades, s'anomena erròniament idealisme platònic.
L'expressió del realisme, pròpiament dit, que proposava Plató sobre l'existència dels universals està exposada en els tractats de República, principalment del Fedó, el Fedre, el Menó, i el Parmènides.

## Els universals
En el realisme platònic, els universals no existeixen de la mateixa manera que, normalment, existeixen els objectes físics, sinó que van ser originàriament pensats per tenir una espècie d'existència fantasmal o celeste. No obstant això, versions més modernes de la teoria no apliquen aquestes descripcions potencialment confuses dels universals. En canvi, aquelles versions sostenen que no té sentit (o és un error categòric) equiparar les categories d'espai i temps amb els universals.
Sense importar-ne la descripció, el realisme platònic diu que els universals sí que existeixen en un sentit més ampli i abstracte, encara que no a una distància espacial o temporal dels cossos de la gent. Així, la gent no pot veure o entrar de qualsevol altra manera en contacte sensorial amb els universals, però els pot concebre com a formes abstractes. La majoria de platònics moderns n'eviten la possible ambigüitat, ja que no diuen mai que els universals existeixen, sinó que -simplement- hi són.

### Les teories d'universals
Les teories d'universals, incloent-hi el realisme platònic, tenen el repte de satisfer certes limitacions a la teoria d'universals.
D'aquestes limitacions, el realisme platònic en satisfà fortament una, que és una teoria que n'explica els termes generals. Les formes són ideals i proveeixen de sentits referents de termes generals, és a dir, per a entendre termes com poma i rojor, el realisme platònic diu que s'ha de fer referència a formes. En efecte, el platonisme obté molt d'aquesta possibilitat, perquè en esmentar rojor, per exemple, sembla estar referint-se a alguna cosa que està a part de l'espai i del temps, però que hi té moltes instàncies específiques.

### Les formes
Un tipus d'universal definit per Plató és la idea o la forma. Encara que algunes versions del realisme platònic consideren les formes platòniques com les idees en la ment de Déu, la majoria consideren que les formes no són en absolut entitats mentals, sinó més aviat prototips (models originals), dels quals els objectes particulars, les propietats i les relacions són còpies. A causa de la confusió potencial del terme idea, els filòsofs, normalment, utilitzen els termes següents: la forma, la idea platònica o l'universal.

## Els particulars
En el realisme platònic, les formes estan relacionades amb els particulars (instàncies d'objectes i propietats), ja que es consideren com una còpia de la seva forma. Per exemple: una poma particular es diu que és una còpia de la forma del concepte de poma i el seu color vermell n'és una còpia de la forma de rojor. La participació és una altra relació entre formes i particulars. Dels particulars, es diu que participen de les formes, i de les formes es diu que s'instancien en els particulars.
Segons Plató, hi ha algunes formes que no són instanciades per res, però això no implica que les formes no puguin ser instanciades. Les formes són capaces de ser instanciades per molts particulars diferents; això voldria dir que les formes tenen moltes còpies, o que s'instancien en molts particulars.

## Les crítiques
Dues grans crítiques del realisme platònic fan referència a la inherència i a la dificultat de crear conceptes sense percepció sensorial. Malgrat les seves crítiques, el realisme té forts defensors. La seva popularitat, mitjançant el temps, és cíclica.

### La crítica de la inherència
Els crítics insisteixen que els termes instanciació i còpia no estan ben definits, i que la participació i la inherència en són, totes dues, misterioses i poc esclaridores. Posen en dubte allò que significa dir que la forma de concepte de poma s'instancia en una poma particular, o que la poma és una còpia de la forma del concepte de poma. Per a la crítica, sembla que les formes, que no són espacials, no poden tenir un contorn definit. Aleshores, no pot ser que la poma tingui el mateix contorn que la forma. Igualment, la crítica objecta que no és clar allò que vol dir que una poma participa del concepte de poma.
Els arguments que refuten la crítica de la inherència, no obstant això, declaren que una forma d'alguna cosa espacial pot no tenir una ubicació concreta (espacial) i, així i tot, tenir qualitats espacials en abstracte. Així, una poma pot tenir el mateix contorn que la seva forma. Aquests arguments, típicament, propugnen que la relació entre un particular i la seva forma és molt intel·ligible i fàcilment aprehensible; tant és així, que la gent aplica la teoria platònica sense problemes en la vida quotidiana, i que la crítica de la inherència va ser únicament creada per la necessitat artificial d'explicar l'enteniment normal d'inherència com si fos altament problemàtic. Així doncs, l'argument a favor propugna que la crítica aborda la mera il·lusió d'un problema i, d'aquesta forma, podria tornar sospitós qualsevol concepte filosòfic.

### La crítica dels conceptes sense percepció sensorial
Una crítica de les formes es refereix a l'origen dels conceptes sense el benefici de la percepció sensorial. Per exemple, pensar en la rojor en general, segons Plató, és pensar en la forma de la rojor. Els crítics, no obstant això, qüestionen com es pot tenir el concepte d'una forma existent en un món espacial en l'univers, a part de l'espai i del temps, si aquest concepte no prové d'una percepció sensorial. Malgrat que es pugui veure una poma i la seva rojor, argumenta la crítica, aquestes coses, simplement, participarien en les formes, o en serien còpies. Així, insisteixen, concebre una poma particular i la seva rojor no és concebre el concepte de poma o la rojor, de manera que es posa en dubte l'origen del concepte en si mateix.
La teoria de la reminiscència, no obstant això, respon a aquestes crítiques dient que les ànimes neixen amb els conceptes de les formes, i només han de recordar aquests conceptes d'abans de néixer, quan les ànimes estaven en contacte amb les formes en el paradís platònic. Plató és, per tant, conegut com un dels primers racionalistes, ja que creia que els humans neixen amb un fonament de coneixement a priori, al qual accedeixen mitjançant un procés de raó o d'entelèquia -un procés que els crítics troben força misteriós.
Una resposta més moderna a aquesta crítica és l'afirmació que la universalitat de les seves qualitats és un fet inevitable, perquè l'única forma d'experimentar un objecte és mitjançant els conceptes generals. Així, com que la crítica ja dona per feta la relació entre l'abstracte i el concret, se li convida que deixi de pensar que això implica una contradicció. Aquesta resposta reconcilia el platonisme amb l'empirisme, argumentant que un objecte abstracte (i, per tant, no real) és real i cognoscible en les seves instanciacions. Com que la crítica, després de tot -i, naturalment- ha entès l'abstracte, la resposta incita simplement a abandonar els prejudicis i acceptar-la.